# Sangrampur (Rautahat)
Sangrampur – gaun wikas samiti w środkowej części Nepalu  w strefie Narajani w dystrykcie Rautahat. Według nepalskiego spisu powszechnego z 2001 roku liczył on 799 gospodarstw domowych i 4898 mieszkańców (2309 kobiet i 2589 mężczyzn).